# Gustavo Asprilla
Gustavo Asprilla (n. San Lorenzo, Ecuador; 14 de septiembre de 1993) es un futbolista ecuatoriano. Juega de delantero y su equipo actual es El Nacional de la Serie A de Ecuador.

## Trayectoria
Gustavo Asprilla se inició en las divisiones menores del Caribe Junior, posteriormente fue comprado por Independiente del Valle, fue goleador de la sub-18, y la reserva, en 2013 fue prestado a Liga de Portoviejo. Luego pasó por América de Quito, Espoli, Guayaquil Sport y Sol de Mayo de Viedma, Argentina. Gustavo Asprilla Caicedo jugó la temporada 2020 en el Club Deportivo Mayor Pedro Traversari. En 2021 fichó por Liga de Portoviejo de la Serie B del fútbol ecuatoriano. En 2022 fichó por El Nacional de la Serie B, equipo con el lograría el ascenso y el título de campeón de la temporada, además fue parte de la clasificación del rojo a la Copa Libertadores 2023 por la destacada actuación en la Copa Ecuador 2022.

### Divisiones menores y reserva
| Club                    | País    | Año       | Partidos | Goles |
| ----------------------- | ------- | --------- | -------- | ----- |
| Caribe Junior           | Ecuador | 2009      | –        | –     |
| Independiente del Valle | Ecuador | 2009-2013 | 125      | 68    |

## Estadísticas

### Clubes
Actualizado al último partido disputado el 1 de diciembre de 2024.
| Club                              | Div.          | Temporada     | Liga  | Liga  | Copas nacionales | Copas nacionales | Copas internacionales | Copas internacionales | Total | Total |
| Club                              | Div.          | Temporada     | Part. | Goles | Part.            | Goles            | Part.                 | Goles                 | Part. | Goles |
| --------------------------------- | ------------- | ------------- | ----- | ----- | ---------------- | ---------------- | --------------------- | --------------------- | ----- | ----- |
| Independiente del Valle · Ecuador | 1.ª           | 2010          | 2     | 0     | —                | —                | —                     | —                     | 2     | 0     |
| Independiente del Valle · Ecuador | 1.ª           | 2011          | 0     | 0     | —                | —                | —                     | —                     | 0     | 0     |
| Independiente del Valle · Ecuador | 1.ª           | 2012          | 0     | 0     | —                | —                | —                     | —                     | 0     | 0     |
| Liga de Portoviejo · Ecuador      | 3.ª           | 2013          | 34    | 42    | —                | —                | —                     | —                     | 34    | 42    |
| Liga de Portoviejo · Ecuador      | 2.ª           | 2014          | 26    | 6     | —                | —                | —                     | —                     | 26    | 6     |
| River Ecuador · Ecuador           | 1.ª           | 2015          | 10    | 0     | —                | —                | —                     | —                     | 10    | 0     |
| River Ecuador · Ecuador           | 1.ª           | 2016          | 23    | 5     | —                | —                | —                     | —                     | 23    | 5     |
| River Ecuador · Ecuador           | Total club    | Total club    | 33    | 5     | 0                | 0                | 0                     | 0                     | 33    | 5     |
| Independiente del Valle · Ecuador | 1.ª           | 2017          | 10    | 0     | —                | —                | 0                     | 0                     | 10    | 0     |
| Independiente del Valle · Ecuador | Total club    | Total club    | 12    | 0     | 0                | 0                | 0                     | 0                     | 12    | 0     |
| América de Quito · Ecuador        | 2.ª           | 2017          | 17    | 3     | —                | —                | —                     | —                     | 17    | 3     |
| América de Quito · Ecuador        | Total club    | Total club    | 17    | 3     | 0                | 0                | 0                     | 0                     | 17    | 3     |
| Espoli · Ecuador                  | 3.ª           | 2018          | 3     | 1     | —                | —                | —                     | —                     | 3     | 1     |
| Espoli · Ecuador                  | Total club    | Total club    | 3     | 1     | 0                | 0                | 0                     | 0                     | 3     | 1     |
| Guayaquil Sport · Ecuador         | 3.ª           | 2018          | 22    | 16    | —                | —                | —                     | —                     | 22    | 16    |
| Guayaquil Sport · Ecuador         | Total club    | Total club    | 22    | 16    | 0                | 0                | 0                     | 0                     | 22    | 16    |
| Sol de Mayo Argentina             | 3.ª           | 2019-20       | 2     | 0     | —                | —                | —                     | —                     | 2     | 0     |
| Sol de Mayo Argentina             | Total club    | Total club    | 2     | 0     | 0                | 0                | 0                     | 0                     | 2     | 0     |
| Aampetra · Ecuador                | 3.ª           | 2020          | 6     | 0     | —                | —                | —                     | —                     | 6     | 0     |
| Aampetra · Ecuador                | Total club    | Total club    | 6     | 0     | 0                | 0                | 0                     | 0                     | 6     | 0     |
| Liga de Portoviejo · Ecuador      | 2.ª           | 2021          | 12    | 6     | —                | —                | —                     | —                     | 12    | 6     |
| Liga de Portoviejo · Ecuador      | Total club    | Total club    | 72    | 54    | 0                | 0                | 0                     | 0                     | 72    | 54    |
| El Nacional · Ecuador             | 2.ª           | 2022          | 12    | 1     | 8                | 2                | —                     | —                     | 20    | 3     |
| El Nacional · Ecuador             | 1.ª           | 2023          | 20    | 2     | 0                | 0                | 4                     | 1                     | 24    | 3     |
| El Nacional · Ecuador             | 1.ª           | 2024          | 11    | 1     | 2                | 0                | 2                     | 0                     | 15    | 1     |
| El Nacional · Ecuador             | Total club    | Total club    | 43    | 4     | 10               | 2                | 6                     | 1                     | 59    | 7     |
| Total carrera                     | Total carrera | Total carrera | 210   | 83    | 10               | 2                | 6                     | 1                     | 226   | 86    |
| 1. 2.                             |               |               |       |       |                  |                  |                       |                       |       |       |

## Palmarés

### Campeonatos nacionales
| Título             | Club        | Año  |
| ------------------ | ----------- | ---- |
| Serie B de Ecuador | El Nacional | 2022 |
| Copa Ecuador       | El Nacional | 2024 |

### Campeonatos provinciales
| Título                         | Club               | Año  |
| ------------------------------ | ------------------ | ---- |
| Segunda Categoría de Manabí    | Liga de Portoviejo | 2013 |
| Segunda Categoría de Pichincha | Espoli             | 2018 |